# サウンディング・ザ・セヴンス・トランペット
『サウンディング・ザ・セヴンス・トランペット』（Sounding the Seventh Trumpet、直訳は、第7ラッパの音が響く）は、アメリカ合衆国のヘヴィ・メタルバンド、アヴェンジド・セヴンフォールドのデビュー・アルバム。スタジオアルバムである。グッド・ライフ・レコーディングズから2001年1月31日に発売された。その後2002年3月19日にホープレス・レコードから再発された。 この際、アルバム・ジャケットのデザインに若干違いが出たようである。アルバムは、2000年11月にカリフォルニア州のウエストビーチ・レコーダーズで録音された。発売当初、発売後の最初の一週間では、わすが300枚しか売れなかったのが、2010年11月現在、全世界で37万枚も売れたのに加えて、アメリカ国内では31万枚を売り上げている。サウンディング・ザ・セヴンス・トランペットというタイトルは、聖書の「黙示録」を参考にしたもので、特に、第11章と最後のトランペット、即ち第七の御使いがラッパを吹いて、世界の終わりが始まる部分から取られている。ヴァレリー・ディ・ベネデット（M.シャドウズの妻）が「アート・オヴ・サブコンシャス・イリュージョン」にヴォーカルで参加している。アルバムは、2008年に米国内で通常のアナログLP盤の形で発売された。「サウンディング・ザ・セヴンス・トランペット」はアヴェンジド・セヴンフォールドのアルバムの中で‘最も重い’アルバムとして広く認識されている。エンジンがゆっくりと繰り返してうなり声を立てる時の音のようなギターと、ほとんどの場合はっきりとしないヴォーカルと、そしてザ・レヴのめちゃくちゃに速く押しの強いドラムとを聞くことができる。
「サウンディング・ザ・セヴンス・トランペット」はごくわずかな2000ドルという予算で制作されたものだった。バンドのメンバーがスタジオに入った時、ザ・レヴがまずすべてのドラムをテイク1で録音し、その上に、各メンバーが自分のパートを付け加えていったのである。ザッキー・ヴェンジェンスが全曲で自分で創ったリード・ギターを演奏している。その後、シニスター・ゲイツがバンドに加わった後、彼らは「To End the Rapture（狂喜を終わらせるために）」のヘヴィ・メタル・ヴァージョンを、ゲイツにギターを弾かせて録音している。このヴァージョンは、「ウォームネス・オン・ザ・ソウル」で初めて発表された。その後、「サウンディング・ザ・セヴンス・トランペット」の再発時に取り上げられている。2003年8月7日、ローリング・ストーン誌のチャールズ・クロスは、「ワープト・ツアー2003の第2ステージは絶対見逃せないぞ」と断言していた。

## 評価
アルバムは、批評家からはおおむね好意的に受け入れられた。オールミュージックは、このアルバムに三つ星をつけ、「サウンディング・ザ・セヴンス・トランペットは、すばらしいアルバムで、ヘヴィ・メタルが好きな人なら誰でもうってつけである。アヴェンジド・セヴンフォールドは、極端な演奏なら何でも十分に理解しているのだから。」と述べている。また、レヴューの中で、「ダークネス・サラウンディング」と「ウィ・カム・アウト・アト・ナイト」を取り上げ褒めている。「すばらしいメタルコアの最高傑作である。ヴォーカルのハーモニーが、これらの曲を、趣きがあるにもかかわらず、完璧な爆裂サウンドに仕上げている」と批評している。

## ヴィデオ
アヴェンジド・セヴンフォールドは、後に、「ウォームネス・オン・ザ・ソウル」を発表するが、このアルバムではシングル「ウォームネス・オン・ザ・ソウル」のヴィデオが呼び物となっている。ヴィデオはバンドのメンバーが街の通りを彷徨い、M.シャドウズの妻、ヴァレリーが彼らを捜し求める様子をとらえている。また、「トゥ・エンド・ザ・ラプチャー」のヘヴィ・メタル・ヴァージョンが収録されており、これは、「サウンディング・ザ・セヴンス・トランペット」がホープレス・レコードに買収されて再発された時に発表されているものである。

## 収録曲
- 作曲はすべてアヴェンジド・セヴンフォールド。作詞はすべてM.シャドウズ。実際には、特に記入がない限り、作曲はすべてザ・レヴが行った。
- オリジナルの「To End the Rapture」は、EP「ウォームネス・オン・ザ・ソウル」に収録されたヴァージョンに後に変更された。

| #         | タイトル                             | 作詞・作曲                  | 時間  |
| --------- | ------------------------------------ | --------------------------- | ----- |
| 1.        | 「To End the Rapture」               | The Rev                     | 1:24  |
| 2.        | 「Turn the Other Way」               | Rev                         | 5:36  |
| 3.        | 「Darkness Surrounding」             | Rev                         | 4:49  |
| 4.        | 「The Art of Subconscious Illusion」 | Rev                         | 3:45  |
| 5.        | 「We Come Out at Night」             | Rev                         | 4:44  |
| 6.        | 「Lips of Deceit」                   | Rev                         | 4:09  |
| 7.        | 「Warmness on the Soul」             | M. Shadows                  | 4:19  |
| 8.        | 「An Epic of Time Wasted」           | Rev                         | 4:18  |
| 9.        | 「Breaking Their Hold」              | Shadows                     | 1:11  |
| 10.       | 「Forgotten Faces」                  | Rev                         | 3:26  |
| 11.       | 「Thick and Thin」                   | Rev                         | 4:15  |
| 12.       | 「Streets」                          | Shadows, Successful Failure | 3:06  |
| 13.       | 「Shattered By Broken Dreams」       | Rev                         | 7:08  |
| 合計時間: | 合計時間:                            | 合計時間:                   | 52:57 |

## パーソネル
アヴェンジド・セヴンフォールド
- M.シャドウズ- リード・ヴォーカル
- ザッキー・ヴェンジェンス – ギター (To End The Raptureではリズム)
- シニスター・ゲイツ – ギター (To End The Raptureではリード)
- ジャスティン・セイン- ベース
- ザ・レヴ - ドラムズ 、Warmness on the Soulでのピアノ、バック・ヴォーカル

ゲスト参加
- ヴァレリー・ディ・ベネデット－The Art of Subconscious Illusionにヴォーカルで参加
- ミスター・プレイグ－サウンド・エフェクト[1]

プロデュース
- アメリカ、カリフォルニア州ハリウッド、ウェストビーチにて録音
- プロデューサー：ドネル・キャメロン、アヴェンジド・セヴンフォールド
- エンジニアリング＆ミキシング：ドネル・キャメロン、アヴェンジド・セヴンフォールド
- アシスタント・エンジニア：ヘンラー・クルスチョフ
- マスタリング：ラモン・ブレトン＆アヴェンジド・セヴンフォールド、オーシャンヴュー・マスタリングにて